# Dolmen de Can Gurri
El Dolmen de Can Gurri, també conegut com a Dolmen del Collet de Can Gurri, UTM: 31 N - 439983 - 4596351. Dolmen de la Font d'en Gurri o Roca d'en Mayal, és un dolmen ubicat al Parc de la Serralada Litoral, dins el terme municipal de Martorelles (Vallès Oriental), inclòs a l'Inventari del Patrimoni Arqueològic i Paleontològic de Catalunya.

## Descripció
Se'n conserven les lloses verticals de la cambra i algunes de la galeria. De la coberta només queda una petita llosa. La cambra té 2,40 metres de llargada per 1,20 d'amplada. Tot el conjunt permet fer-se una idea prou bona del que és un dolmen del tipus galeria catalana. Quan Antoni Guilleumes el va descobrir el 1952, encara conservava una part del túmul, d'uns 10 metres de diàmetre. Avui dia, se'n pot endevinar l'àrea gràcies a la dispersió al voltant del dolmen de les pedres, més o menys arrenglerades, que en formaven part. A l'interior de la cambra hi havia un paviment format per tres capes de pedres, on es va trobar un punyal de bronze, puntes de sageta, una punta de llança i fragments de ceràmica hallstàttica i campaniforme. Aquestes troballes permeten determinar una fase d'ús del dolmen durant el segon mil·lenni abans de Crist.